# Crataegus suksdorfii
Crataegus suksdorfii là loài thực vật có hoa trong họ Hoa hồng. Loài này được (Sarg.) Kruschke mô tả khoa học đầu tiên năm 1965.